# Caribbean Accreditation Authority for Education in Medicine and other Health Professions
De Caribbean Accreditation Authority for Education in Medicine and other Health Professions (CAAM-HP) is een Caribische instelling voor de accreditatie van medische, tandheelkundige en diergeneeskundige opleidingen. De CAAM-HP werd in 2003 in samenwerking met de Caricom opgericht. Het hoofdkantoor is gevestigd in Kingston, Jamaica.
Het NCFMEA, het onderdeel van het Amerikaanse ministerie van Onderwijs dat zich bezighoudt met de accreditatie van onderwijsinstellingen, gaf de CAAM-HP een licentie om onderwijsinstellingen te accrediteren die een vergelijkbare standaard naleven als vergelijkbare Amerikaanse academische instellingen. Daarnaast heeft het Canadese ministerie voor Onderwijs de instelling voor dit doel erkend.